# Pichilemu
Pichilemu (Mapudungun: Bosc petit), anteriorment conegut com a Pichilemo, és una ciutat balneari del centre de Xile. Pichilemu és la capital de la província de Cardenal Caro, i allotja cinc monuments històrics de Xile (Centre Cultural Agustín Ross, Parc Agustín Ross, l'estació de trens de Pichilemu, el túnel El Árbol i Caballo de Agua) i va ser declarada una Zona Típica ("Zona Tradicional") pel Consell de Monuments Nacionals el 2004. Pichilemu tenia 12.392 habitants el 2002.
Pichilemu va ser fundada el 22 de desembre de 1891 per decret del President Jorge Montt i el ministre de l'Interior, Manuel José Irarrázabal. Va ser concebut com una platja resort per als xilens de classe alta per Agustín Ross Edwards, un polític xilè i membre de la família Edwards.
La ciutat és part del Districte Nº 35 i es troba en la novena constituent senatorial de la divisió electoral de la Regió d'O'Higgins. Pichilemu és la platja principal de la Regió de O'Higgins, i és una destinació turística per al surf, el windsurf i el funboard.
El turisme és la indústria principal de la ciutat, però la silvicultura i l'artesania són també importants. Pichilemu té extenses platges de sorra fosca. Diversos campionats de surf es duen a terme cada any a Punta de Lobos, que, segons Fodor's és "considerat el millor surf al sud d'Amèrica de tot l'any."

## Història

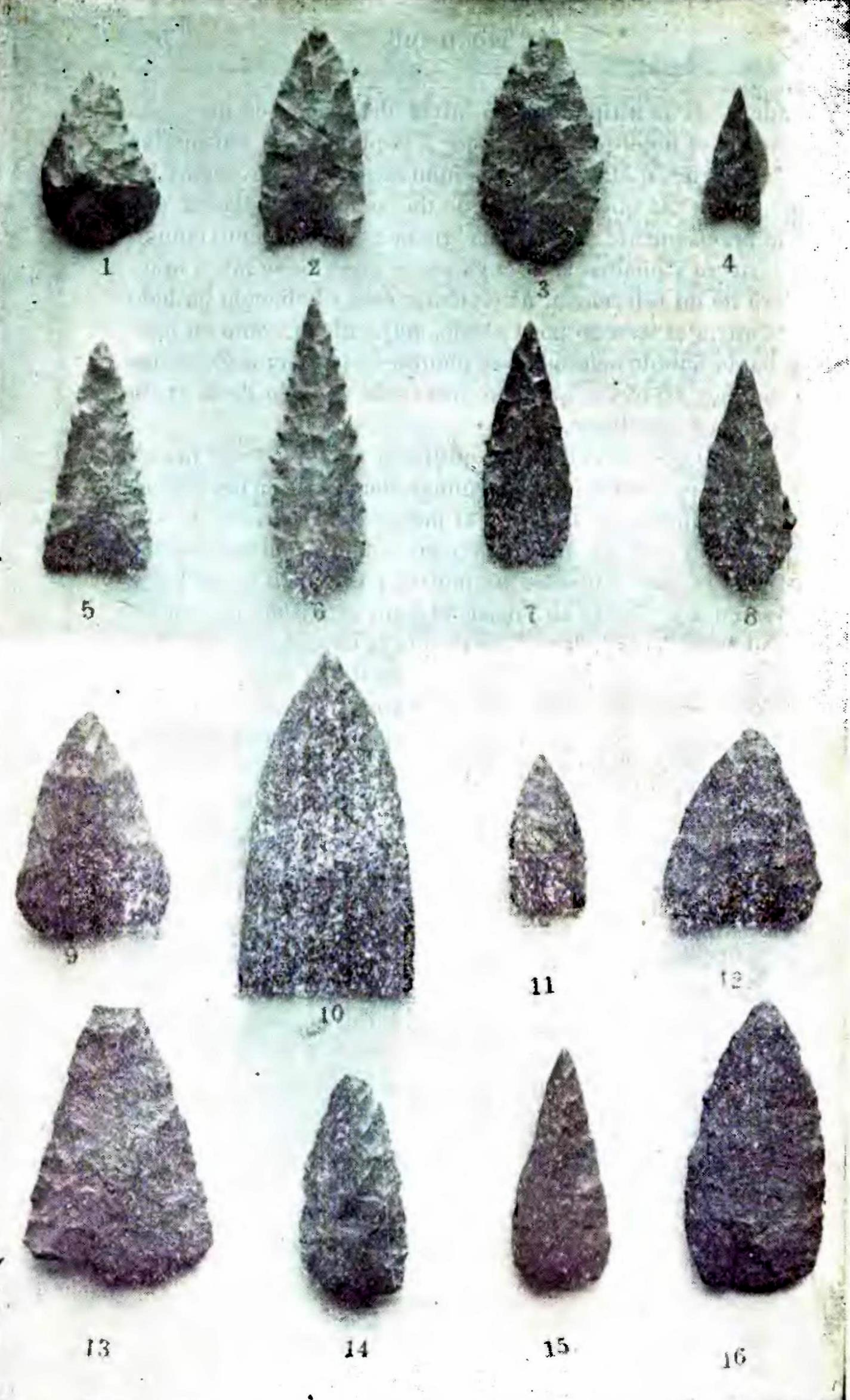
Els artefactes descoberts per José Toribio Medina, que van ser publicats a "Els Restes Indígenes de Pichilemu" (1908)

El nom de Pichilemu ve de les paraules maputxe pichi (petit) i lemu (bosc).
Pichilemu va ser habitada per Promaucaes, un grup de tribals pre-colombí, fins a la conquesta espanyola de Xile. Eren caçadors-recol·lectors i pescadors que vivien principalment al llarg del riu Cachapoal i Maule. Durant el període colonial, la Promaucaes restants van ser assimilats a la societat xilena a través d'un procés de hispanització i mestissatge.
L'escriptor José Toribio Medina (1852-1930) va passar la major part de la seva vida a la província de Colchagua. Tenia propietats a Chomedahue, Santa Cruz i La Cartuja, San Francisco de Mostazal. Va realitzar les seves primeres investigacions arqueològiques a Pichilemu. El 1908, va publicar Els Restes Indígenes de Pichilemu, en el qual va dir:
| «                                                                | Els indis que els espanyols van trobar en aquell lloc pertanyien indubtablement als que els conqueridors van anomenar poromaucaes, i van haver de formar part de la comanda de Topocalma, que va ser concedida en 24 gener 1544 per Pedro de Valdivia à Juan Gómez de Almagro. Tots dos fets es dedueixen del text del títol d'aquesta comanda: «Dipòsit en vós Juan Gómez, deia Valdivia, els cacics anomenats Palloquierbico è Topocalma i Gualauquén, amb tots els seus principals è indis é subjectius, que són a les províncies dels poromaucaes, à la costa de la mar ». | » |
| — José Toribio Medina, Els Restes Indígenes de Pichilemu (1908). | |   |

Durant els períodes colonial i republicà, l'agricultura va ser promoguda pel govern. Moltes hisendes xilenes van tenir èxit durant aquest temps, inclòs el pitxilemí San Antonio de Petrel, on el cardenal José María Caro va néixer. Hisenda El Puesto, propietat de Basilio de Rojas y Fuentes, és a prop de Pichilemu.
L'àrea al voltant de Pichilemu va ser molt densament poblades, especialment en Cáhuil, on hi ha dipòsits de sal que es van explotades pels nadius. Pichilemu ha tingut censos realitzats des del segle 17. En 1778 l'església va ser construïda en Ciruelos i designar una viceparroquia. El 1864 es va convertir oficialment en una parròquia.

## Geografia i clima
Pichilemu està a 126 km a l'oest de San Fernando i a l'est té l'oceà Pacífic. S'assenta en les planícies litorals, que en aquesta zona es presenten àmplies i en forma de terrasses, i propera a la serralada de la Costa, que té elevacions amb una mitjana de 1.000 m d'altitud. El seu clima és mediterrani amb estació seca perllongada, amb precipitacions que arriben als 700 mm anuals i temperatures amb una mitjana anual que oscil·la entre els 12 °C i els 15 °C. Aquestes condicions faciliten el desenvolupament del bosc esclerofil·le laurifoli on es destaquen espècies com litres (Litharea), quil·laies, boldos, espinals i peumos (Cryptocarya alba).

## Demografia
D'acord amb el cens de 2002, en la ciutat viuen 12.392 persones, de les quals 9.459 són població urbana i 2.933 són població rural; del total, 6.440 són homes i 5.952 són dones. En la ciutat de Pichilemu, que té una extensió de 9,70 km², vivien (en 2002) 9.027 persones, de les quals, 4.519 eren homes i, 4.508 eren dones, i hi havia 4.959 habitatges.